# Umbonia ataliba
Umbonia ataliba är en insektsart som beskrevs av Leon Fairmaire. Umbonia ataliba ingår i släktet Umbonia och familjen hornstritar. Inga underarter finns listade i Catalogue of Life.